# Consumidor

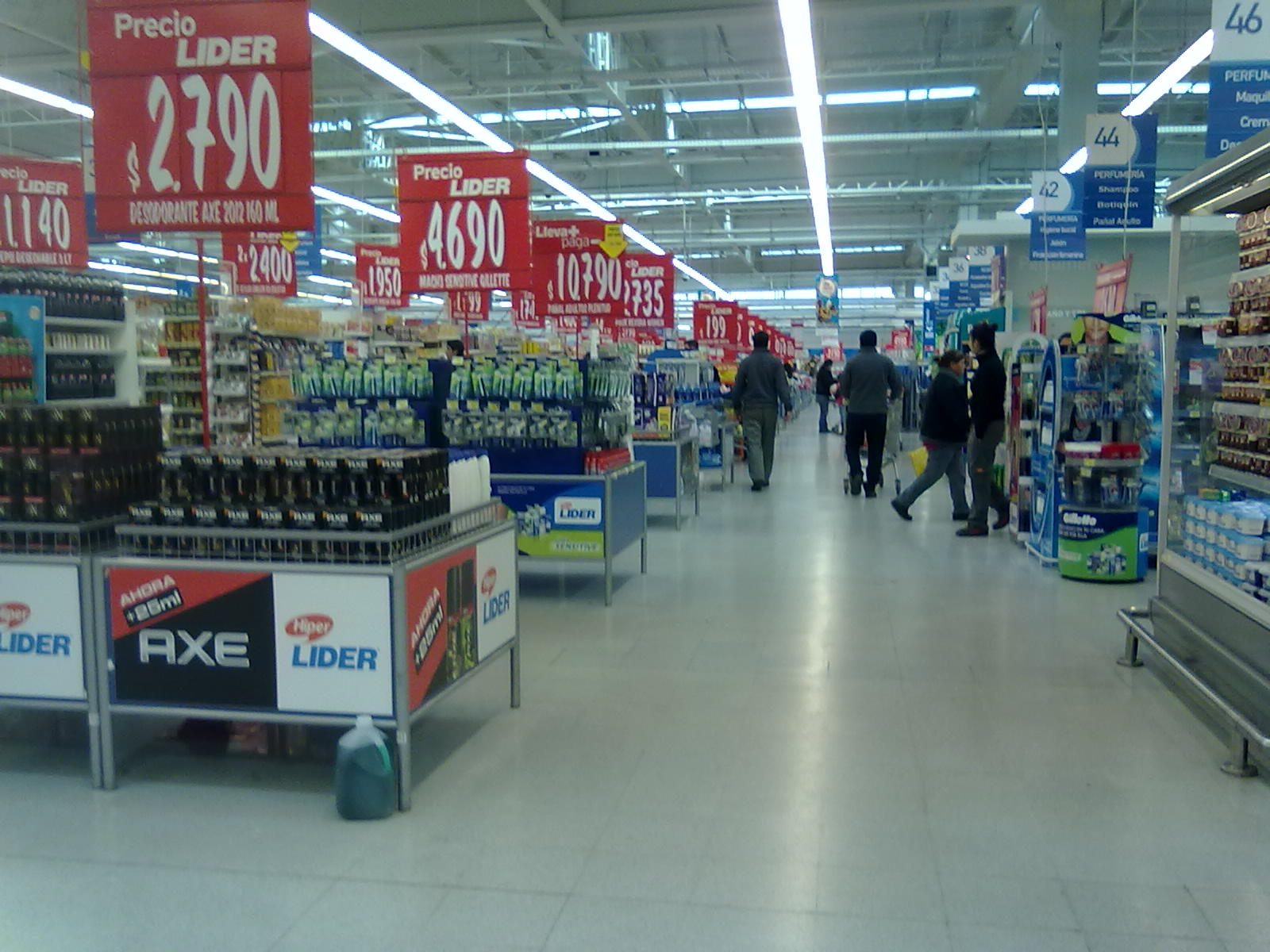
Interior de un supermercado en la Municipalidad de Quilicura, en la Región Metropolitana de Santiago, Chile.

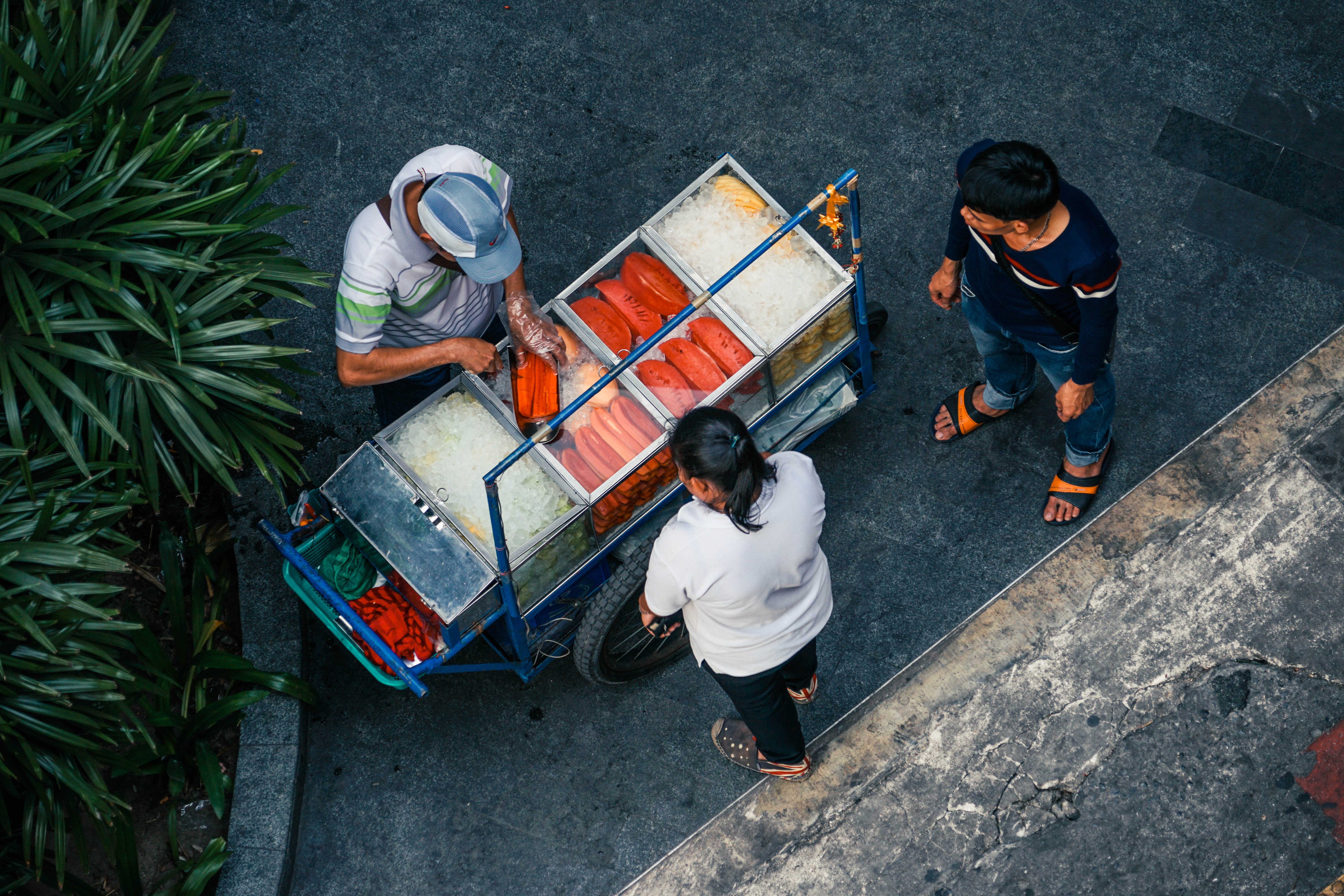
Puesto de alimentos vendidos al paso, cerca de la Estación Bura Surasak del tren metropolitano elevado en Bangkok, Tailandia.

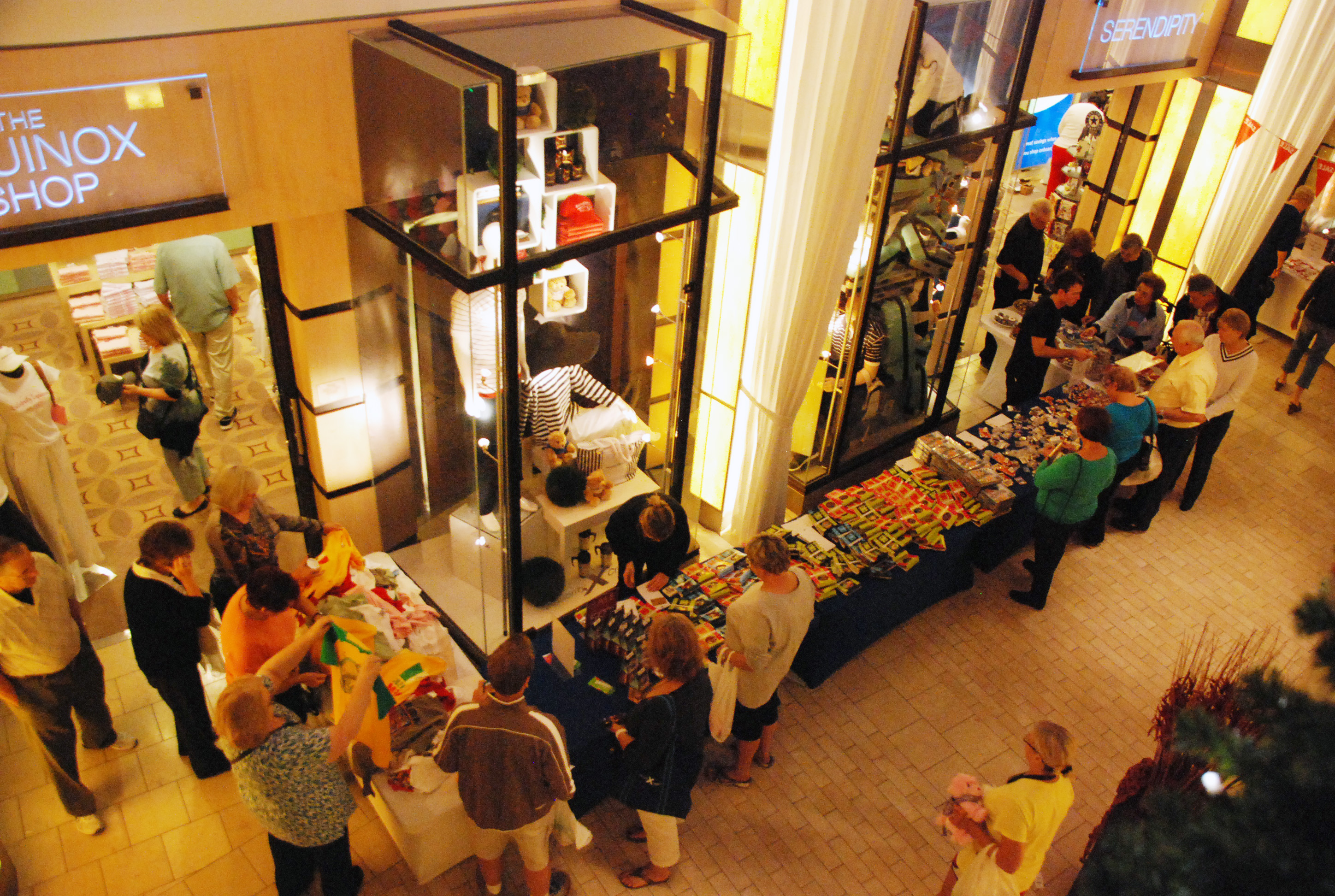
Comprando antes de las festividades de Navidad del año 2011, en Lansing, Míchigan, Estados Unidos.

En economía, un consumidor es una persona u organización que demanda bienes o servicios a cambio de dinero proporcionados por el productor o el proveedor de bienes o servicios. Es decir, es un agente económico con una serie de necesidades.
También se define como aquel que consume o compra productos para el consumo. Es por tanto el actor final de diversas transacciones productivas.
En el ámbito de los negocios o la administración, cuando se habla de consumidor en realidad se hace referencia a la persona como consumidor. El consumidor es la persona u organización a la que el marketing dirige sus acciones para orientar e incitar a la compra, estudiando el proceso de toma de decisiones del comprador.
El Derecho del consumo es la denominación que se da al conjunto de normas emanadas de los poderes públicos destinada a la protección del consumidor o usuario en el mercado de bienes y servicios, otorgándole y regulando ciertos derechos y obligaciones.

## El consumidor en la teoría neoclásica
En la teoría (neo)clásica de microeconomía, se entiende que un consumidor posee un presupuesto que puede ser gastado en un amplio abanico de productos (bienes y servicios) disponibles en el mercado. Bajo la asunción de racionalidad, esta elección de gasto presupuestario se realiza de acuerdo con las preferencias del consumidor; otras ideas, para maximizar su función de utilidad, o para priorizar las necesidades por sobre los deseos del consumidor a lo largo del tiempo, se considera que el consumidor puede invertir una proporción de su presupuesto para obtener un mayor presupuesto en periodos futuros. Esta elección de inversión puede incluir tasas de interés fijo.

## El consumidor en otros modelos económicos
Recientemente, a la palabra consumidor se le ha adicionado la de prosumidor, para hacer referencia a la doble labor que pueden asumir los clientes: la de consumir y la de producir. Con la proliferación de la microempresa y de la empresa familiar, las personas llegan a ser consumidoras de sus propios productos. Paralelamente, las áreas de mercadeo de las empresas tienden a apoyarse cada vez más en sus clientes o que les apoyen en la generación de ideas y desarrollo de nuevos productos y, aún más, les ayuden en la consecución y cierre de nuevas ventas, convirtiéndose en verdaderos defensores y promotores de la empresa y de sus servicios.
El consumidor no es un simple agente pasivo que espera a que le ofrezcan los productos y servicios, es un agente activo con el poder suficiente para lograr cambios en las ofertas y hasta en las mismas empresas, para que se ajusten a sus requerimientos y necesidades. Cada vez se es más consciente que lo importante no es la venta en sí misma, sino la repetición de la misma, lo importante no es el primer consumo sino su repetición sucesiva. Por esto, surgen programas de fidelización dirigidos a los clientes actuales, en búsqueda de mantener sus preferencias y lograr más compras.

## Comportamiento del consumidor
Se refiere a la conducta que los consumidores tienen cuando compran, usan, evalúan y desechan productos y servicios, con el objetivo de mejor satisfacer sus necesidades. El estudio del comportamiento del consumidor es el estudio de cómo los individuos toman decisiones para gastar sus recursos disponibles (tiempo, dinero y esfuerzo), en cuestiones relacionadas con el consumo.
El comportamiento del consumidor puede evaluarse a través de los sistemas CRM.

### Proceso de decisión de compra
En general, existen tres maneras de analizar las decisiones de compra del consumidor:
- Modelos económicos: Son en gran parte cuantitativos y se basan en los supuestos de racionalidad y en el conocimiento casi perfecto. El consumidor es visto como maximizador de su utilidad. La teoría de juegos también se puede utilizar en algunas circunstancias.
- Modelos psicológicos: Se concentran en los procesos psicológicos como motivación y reducción de las necesidades. Son cualitativos más que cuantitativos y están construidos sobre factores sociológicos como influencias familiares e influencias culturales.
- Modelos de comportamiento del consumidor: Son los modelos utilizados por los responsables de marketing.

Las principales características que influencian la compra final son:
- Estímulos externos: marketing (producto, precio, plaza, promoción) y entorno (económico, político, legal, tecnológico, social).
- Caja negra del comprador: factores del comprador (1) y proceso de decisión del comprador (2).
- Decisiones de compra del comprador: elección del producto, elección de la marca, elección del establecimiento, momento de compra, cantidad comprada.

(1) Los principales factores que influencian el comportamiento del comprador son: 
- Culturales: cultura, subcultura, clase social.
- Sociales: grupos de referencia, familia, roles y estatus.
- Personales: edad y fase del ciclo de vida, ocupación, circunstancias económicas, estilo de vida, personalidad, y autoconcepto.
- Psicológicos: motivación, percepción, aprendizaje, creencias, y actitudes.

(2) El proceso de toma de decisiones del consumidor tiene los siguientes pasos: 
1. Reconocimiento del deseo o necesidad
2. Búsqueda de información sobre productos que pueden satisfacer las necesidades del comprador
3. Selección alternativa
4. Decisión de compra
5. Comportamiento posterior a la compra

También se debe analizar el comportamiento post-compra y qué es lo que hace el consumidor con el producto. Estos modelos y este proceso corresponden a consumidores individuales, pero también hay modelos y procesos de compra empresariales distintos de los particulares.

## Legislación sobre derechos de los consumidores
Los derechos de los consumidores han comenzado a reconocerse a partir de la segunda mitad del siglo XX, aunque en la primera mitad se produjeron en Estados Unidos los primeros movimientos de consumidores (consumerism) que reclamaban nuevas regulaciones que reconocieran derechos explícitos a los consumidores y que consiguieron la aprobación de diversas leyes sobre fármacos y alimentos (véase FDA).
Fue en la década de los 60 del siglo XX cuando diversos factores (aumento de precios -inflación-, escándalo de la talidomida, la figura de Ralph Nader, así como la importancia de la publicidad engañosa en los medios de comunicación) cuando se comenzó a reclamar el derecho a ser informado, a responder de los productos defectuosos, peligrosos o de baja calidad durante un período de tiempo o incluso toda su vida útil.
Uno de los principales derechos de los consumidores es el derecho a la información, que se le debe proveer en forma gratuita. El consumidor tiene derecho a que el vendedor le informe sobre las características y los detalles de calidad del producto, incluyendo si el producto es peligroso para la salud, las condiciones en que será prestado el servicio, el precio y las formas de pago, y si el producto que va a comprar o el servicio que va a contratar exige la firma de un contrato, se le debe dar a leer el mismo, y explícitamente se le debe solicitar el acuerdo respecto del mismo.

### Carta Europea de Protección de los Derechos de los Consumidores
En 1973 la Asamblea Parlamentaria del Consejo de Europa aprobó la resolución 543/73 por la que se aprobaba la Carta Europea de Protección de los Consumidores

### Legislación española
En España, referido al consumidor o usuario, el Real Decreto Legislativo 1/2007 define claramente al consumidor en su artículo 3:

A efectos de esta norma y sin perjuicio de lo dispuesto expresamente en sus libros tercero y cuarto, son consumidores o usuarios las personas físicas o jurídicas que actúan en un ámbito ajeno a una actividad empresarial o profesional.

Por tanto, no se consideran consumidores aquellos que adquieren bienes y servicios para incorporarlos a un proceso productivo o a una actividad comercial. En este sentido, el consumidor es de una u otra forma el usuario final del bien.

### Legislación argentina
En la Argentina, el Derecho del Consumidor aparece legislativamente aplicado por primera vez con la Ley Nacional de Defensa del Consumidor (Ley 24240) sancionada el 22 de septiembre de 1993. Más tarde, se sancionó el artículo 42 de la Constitución Nacional Argentina (1994) sobre derechos de los consumidores. En los últimos años, fueron sancionadas las leyes provinciales del Consumidor de las provincias de Buenos Aires (2003) y San Juan (2006). Las cuatro legislaciones fueron de autoría o coautoría del jurista Gabriel Stiglitz, presidente del Instituto Argentino de Derecho del Consumidor y máximo referente de Hispanoamérica en materia de Defensa del Consumidor. Fue autor o coautor de los mencionados anteproyectos del artículo 42 de la Constitución Nacional (1994) sobre derechos de los consumidores, de la ley nacional 24.240 de defensa del consumidor y de los Códigos del Consumidor de las provincias de Buenos Aires y San Juan.
En Argentina existe un sistema de resolución de conflictos en las relaciones de consumo, creado por la Ley 26.993, que incluye un Servicio de Conciliación Previa en las Relaciones de Consumo - COPREC-, la Auditoría en las Relaciones de Consumo y la Justicia Nacional en las Relaciones de Consumo. Cualquier consumidor o usuario puede recurrir a estos organismos especializados en relaciones de consumo para hacer su reclamo y resolver el conflicto.

### Derechos del consumidor en caso de cancelación o retraso del vuelo
En Estados Unidos, si un vuelo se cancela o retrasa, los pasajeros pueden tener derecho a una indemnización en virtud de las normas a las que está sujeta cada compañía aérea, normalmente la Norma 240 o la Norma 218 en algunas regiones. En general, esta norma establece que los pasajeros pueden tener derecho a determinadas compensaciones, como un asiento gratuito si el siguiente vuelo es el día siguiente al vuelo cancelado, elección de la compensación, transporte alternativo, llamadas telefónicas y refrescos. Cuando un vuelo se retrasa, la FAA asigna intervalos para los despegues y aterrizajes en función del vuelo que esté programado en primer lugar. El Departamento de Transporte de EE. UU. impone multas de hasta 27.500 dólares por pasajero a los aviones que permanezcan en una pista más de tres horas sin despegar, o cuatro horas en el caso de los vuelos internacionales. Sin embargo, según la legislación estadounidense, los pasajeros no tienen derecho a una compensación monetaria directa en caso de retraso.
En la Unión Europea, el Reglamento 261/2004 sobre compensación por retraso de vuelos establece que los retrasos de más de tres horas, las cancelaciones de vuelos y la denegación de embarque dan derecho a una compensación de entre 250 y 600 euros por pasajero por parte de la compañía aérea.
Si su vuelo a Brasil sufre un retraso de 4 horas o más, puede tener derecho a una indemnización. Según la legislación brasileña, si su vuelo se retrasa por:
- En el plazo de 1 hora, tiene derecho a servicio y asistencia por parte de la compañía aérea, incluidas facilidades de comunicación
- Más de 2 horas, tiene derecho a comida y bebida
- Tras un retraso de 4 horas, tiene derecho a un vuelo alternativo a su destino y alojamiento en caso de retraso nocturno.

Si la compañía aérea no le presta la atención adecuada, puede reclamar una compensación económica de hasta 1.500 euros (por pasajero).